# Paniek op de Atlantische Oceaan
Paniek op de Atlantische Oceaan is het 6de verhaal in de reeks "Een verhaal van Robbedoes en Kwabbernoot door...", een buiten reeks van Robbedoes en Kwabbernoot. Het scenario van dit verhaal komt van Lewis Trondheim. De tekeningen komen van Fabrice Parme. Het album verscheen in 2010, na een voorpublicatie in datzelfde jaar in Spirou in de nummers 3750 tot en met 3756.

## Verhaal
Door herstructureringen in Moustic Hotel wordt piccolo Robbedoes op een cruiseschip geplaatst. Kwabbernoot is toevallig ook aan boord als journalist op jacht naar roddels. Ook hun oude vriend de graaf van Rommelgem blijkt aanwezig, ook om er te werken. Zijn collega Sprtschk (alias Sprotzek uit De bezoeker uit de oertijd) heeft een krachtveld uitgevonden waardoor voorwerpen of mensen bij het minste gevaar worden beschermd door een soort luchtbel waar niets doorheen kan. Een cruiseschip van dezelfde rederij was ermee uitgerust, maar er lijkt wat fout gelopen: alle contact is verloren. De graaf zoekt nu voor de verzekering uit wat er aan de hand is.
Toevallig ontdekt de graaf dat het krachtveld de voorwerpen erin doet zinken. Als het andere schip het krachtveld heeft gebruikt, dan is het dus waarschijnlijk gezonken. De graaf en Robbedoes proberen het krachtveld van hun eigen schip terstond uit te schakelen om ook niet te zinken. Het schiet echter net in actie: het schip zinkt.
Door het krachtveld is het schip nog omringd door een portie zuurstof, maar de mensen aan boord slaan in paniek en moeten zuinig omspringen met eten, wat tot ernstige conflicten leidt. Het andere schip blijkt bovendien in de buurt te zijn gezonken. Robbedoes wil op dat schip geraken en gebruikt daarvoor een andere uitvinding: een ijsmaker. Hij maakt een ijstunnel tot het andere schip en omringt de schepen ook met ijs. Zo kunnen de krachtvelden uitgeschakeld worden (de lucht zit nog vast dan) en kan Robbedoes het schip verlaten. Een krachtveld rond hem maakt het mogelijk ook het krachtveld rond het andere schip te betreden. Robbedoes en Kwabbernoot proberen daarna met een ijstunnel de oppervlakte te bereiken. Kwabbernoot moet er de aandacht trekken als iemand zou zoeken naar de schepen. Robbedoes keert echter met een krachtveld terug naar de chaos en het egoïsme beneden. Een ijsblokje in een glas doet hem beseffen dat ijs drijft op water. Als de ijsschil rond het schip los kan komen van de bodem waarin het vastzit, dan zou het naar het oppervlak moeten drijven. De motoren worden weer aangelegd en het ijs komt los: het schip komt naar boven. Het tweede volgt niet veel later. De cruises gaan weer verder alsof er nooit iets is gebeurd.